# Ours de Villard-de-Lans
Les Ours de Villard-de-Lans sont un club français de hockey sur glace évoluant en Division 1.
Le club est cinq fois vice-champion de France en 1962, 1967, 1968, 1975 et 1978, et a remporté deux fois la Coupe de France en 1977 et en 2003.
Les Ours sont entraînés par Éric Medeiros et présidés par Pascal Favarin depuis juin 2025

## Historique
Le club est fondé en 1931, par Gabriel et Ernest Guigon. Il commence à participer au championnat de France en 1935, où il est évolue de façon sporadique en 2e série jusqu'à la seconde guerre mondiale.
À partir de 1948-1949, la 1re série qui se limitait jusqu'à présent à un duel entre un club parisien et le Chamonix Hockey Club, s'ouvre à de nouveaux clubs dont Villard-de-Lans. Le club fait bonne figure et finit régulièrement à la 3e place nationale, mais il n'arrive jamais à contester la suprématie de Chamonix dans les Alpes et au niveau national. En 1962, le club finit ainsi vice-champion, grâce au forfait des chamoniards. La même année, la piste naturelle du club est transformée en piste artificielle.
Le 18 septembre 1966, en raison d'un manque de joueurs, les clubs de Grenoble et de Villard-de-Lans s'associent pour créer le Grenoble-Villard Hockey-club et une équipe surnommée les « Ours dauphinois ». Le GVHC finit le championnat 1966-1967 à la deuxième place derrière l'éternel champion de France, Chamonix et juste devant l'ACBB. grâce au goal-average direct. L'année suivante, l'association obtient le même résultat.
En 1968, le C.S. Villard-de-Lans repart de son côté, en mettant alors fin au Grenoble-Villard Hockey Club. C'est également l'année des Jeux olympiques de Grenoble, qui suscitent la multiplication des créations de patinoires et de clubs de hockey en France.

### Vainqueur de la Coupe de France (1977)

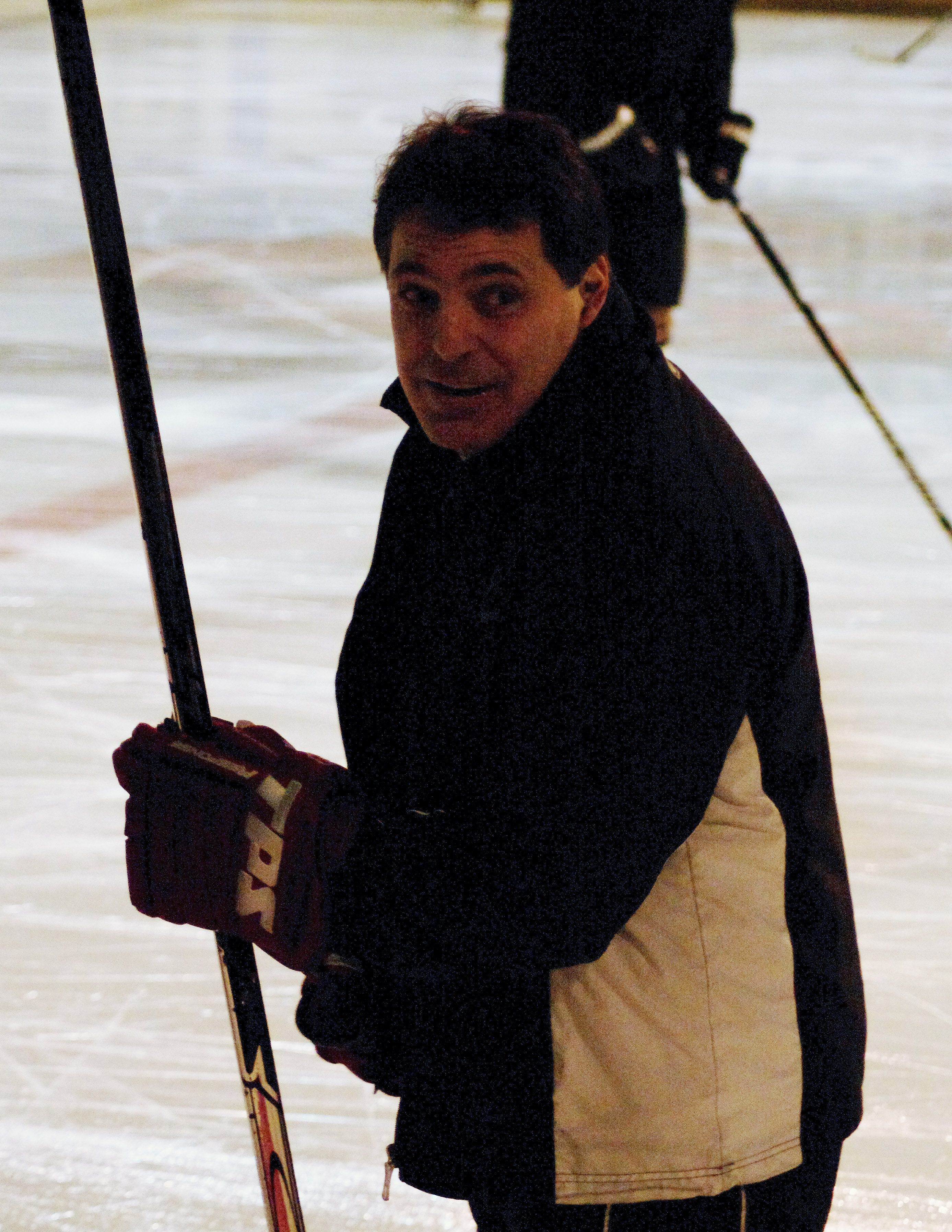
Guy Dupuis (1978-1983)

Dans les années 1970, l'augmentation du nombre de clubs et de joueurs rend le championnat plus compétitif. La suprématie chamoniarde commence à être contestée, en premier lieu dans les Alpes.
Emmené par leur gardien international français Daniel Maric, le Villard Hockey-club termine vice-champion de France en 1975 derrière les Aigles de Saint-Gervais et en 1978 en terminant six points derrière les Bleus de Gap.
Ils remportent tout de même un titre nationale avec la Coupe de France 1977 en s'imposant 5 buts à 4 face aux Mammouths de Tours.
Pour la saison 1988-1989 Villard recrute le portier Corrado Micalef en provenance du HC Fribourg-Gottéron l'international canadien restera deux saisons et le club terminer respectivement sixième et neuvième du championnat.
En 1989-1990, les ours décident d'arrêter leur aventure professionnelle et de se consacrer à la formation. L'année suivante, ils sont donc engagés en Division 1 et échappent d'une place à la relégation au 3e niveau.
Les Ours remontent cependant en élite dès 1992-1993, en raison des nombreux dépôts de bilan, mais cela ne dure qu'une saison.

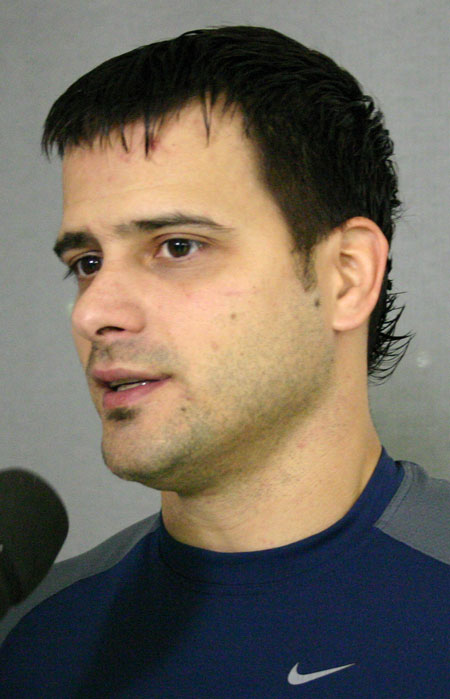
Éric Doucet (1997-1998)

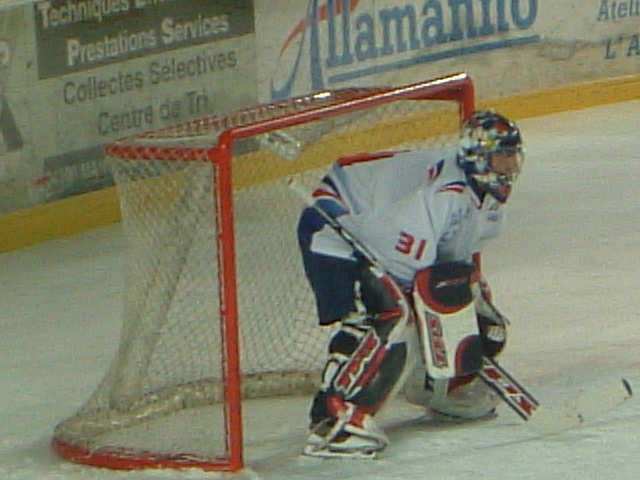
Patrick Rolland (1999-2000)

Lors de la saison 1999-2000 où les ours évoluent en Nationale 1, Stéphane Sabourin l’entraîneur de l'Équipe de France convoque le gardien de but Patrick Rolland, qui réalise un blanchissage face au Canada dans un match où la France s'impose 1-0.
En 2000-2001, Villard-de-Lans est champion de division 1, mais refuse la montée, l'élite étant moribonde et considérée comme moins intéressante.

### Vainqueur de la Coupe de France (2003)
Le club se succède à lui-même la saison suivante et revient finalement en élite en 2002-2003, quand l'élite est élargie à 16 clubs. Les Ours remportent également un second titre nationale avec la Coupe de France 2003, et se maintiennent par la suite dans l'élite.
En 2004-2005, à la suite d'une saison compliquée, Dennis Murphy l’entraîneur démissionne, il est remplacé par Stéphane Barin. Ce dernier est entraîneur-joueur lors des premières saisons.
En 2005-2006, et après un début de saison prometteur, Villard chute au premier tour des play-offs contre la modeste équipe du Mont-blanc. La saison suivante est inverse. Les Ours démarrent leur championnat de manière désastreuse (7 défaites en 7 matchs). En coupe de France les joueurs du Vercors éliminent à l'extérieur leur voisins grenoblois. La fin de saison confirme le redressement du club, les Ours battent le Mont-blanc en play-offs, avant de chuter contre le leader morzinois en quarts de finale. Après cela les saisons se ressemblent, Villard effectue des saisons moyennes sans passer le premier tour des play-offs.

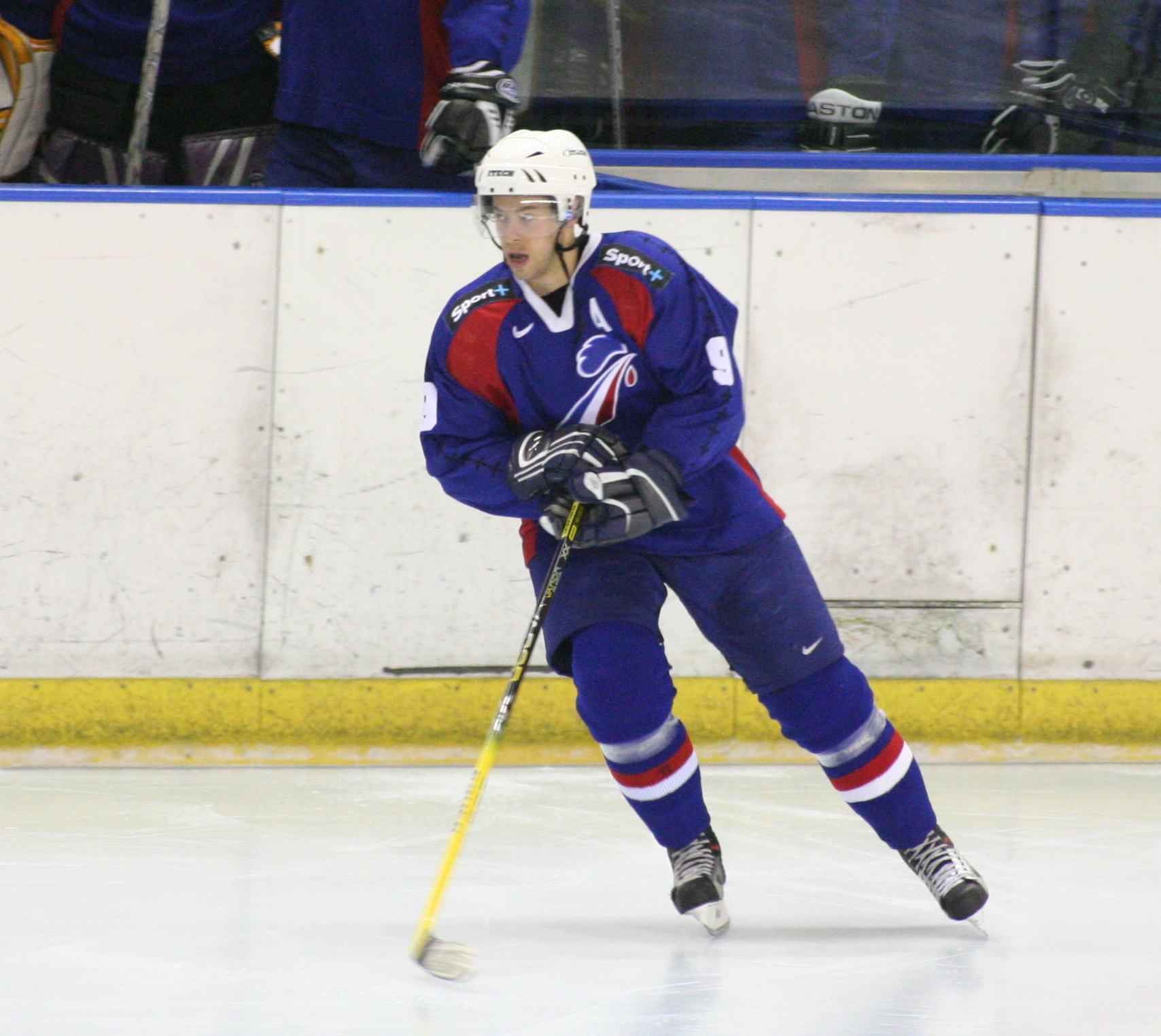
Maurice Rozenthal (2005-2007)
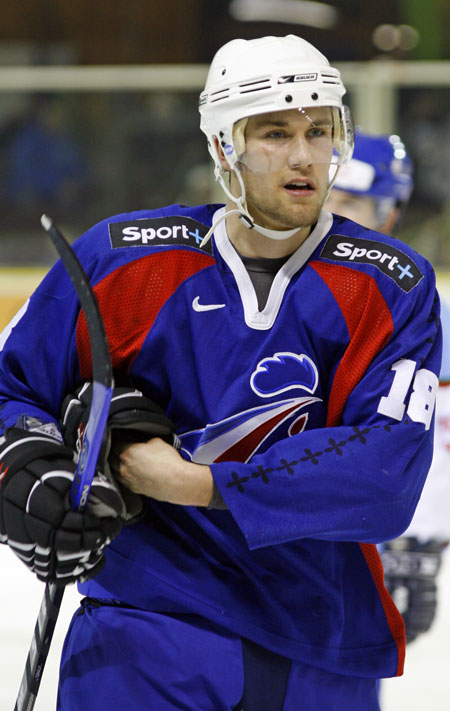
Luc Tardif Junior (2005-2007)
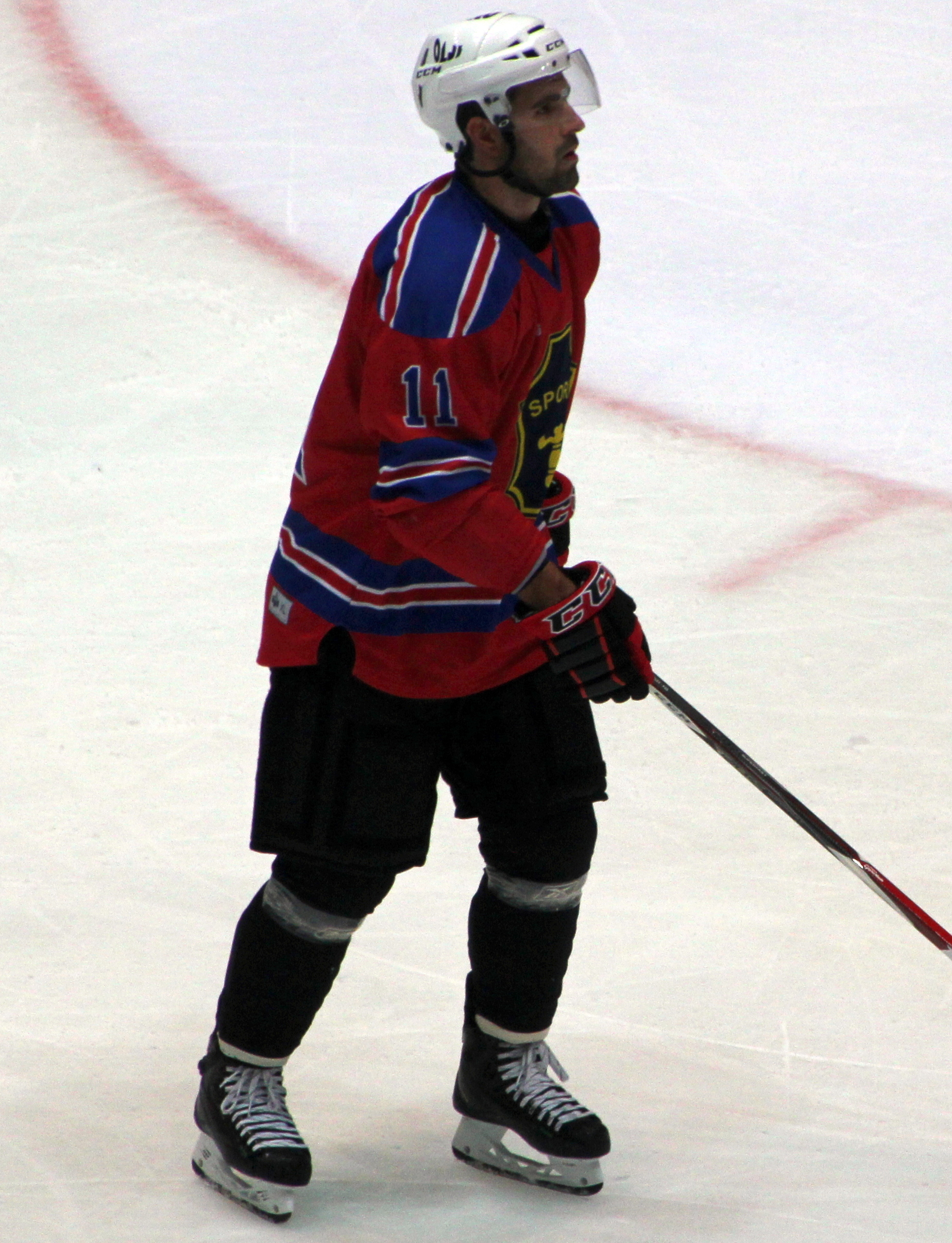
Damien Fleury (2006-2007)

En 2007-2008, les Ours connaissent une saison moyenne. Ils finissent 10e de la saison régulière et sont éliminés au premier tour des play-offs par Tours. La saison suivante est égale à la précédente. Les Villardiens terminent 9e du classement et sont battus par Morzine au terme d'une série de matchs accrochés. Cette saison est tout de même marquée par un double exploit contre Rouen champion de France en titre (victoire 5-4 en Normandie, et succès 4-3 en Vercors).
Lors de la saison 2009-2010, les Ours connaîtront quelques difficultés puisque après une victoire contre Briançon, les Isérois enchaîneront neuf défaites consécutives. Cette mauvaise série plongera Villard dans la zone de relégation. Heureusement Villard ne subit qu'une défaite lors des 7 derniers match et se classe 10e. Mais ils sont éliminés au début des play-offs par Strasbourg.
La saison 2010-2011 est celle du renouveau. Si la saison régulière est ordinaire (10e place), Jean-Christophe Gauthier porte les ours à bout de bras[réf. nécessaire]. Lors des séries, les Villardiens éliminent leur voisin grenoblois en 2 manches au 1er tour. Ils sont battus en quart de finale par Angers 3 manches à 0. Cette saison est aussi marquée par un quart de finale de coupe de France.
La saison suivante marque l'arrivée de Rich Metro en tant qu'entraîneur principal. L'effectif est chamboulé avec de nombreux départs, et des arrivées tardives. Le début de saison est difficile pour les ours avec 7 défaites en 7 matchs (8 avec le revers contre Rouen, match reporté de la première journée). Durant cette saison, Villard subit quelques lourds revers(7-1 à Grenoble, 8-2 contre Strasbourg, 11-3 à Dijon). Malgré quelques belles performances(victoire 3-4 à Angers, victoire 1-6 à Strasbourg), les Isérois ne parviennent pas à sortir de la zone de barrages, et sont donc contraints de disputer les play-downs. Ils parviennent à se maintenir en Magnus en s'imposant 3 victoire à 1 face à Neuilly.
Lors de l'année 2012-2013, les Ours se classent une majeure partie de l'année dans le haut du classement de ligue Magnus, disputant les quarts de finale des séries éliminatoires contre l'équipe de Morzine-Avoriaz.
Au terme de la saison 2013-2014, le club décide de ne plus aligner d'équipe professionnelle, son financement devenant de plus en plus problématique, une des causes principales étant le retrait du mécène principal du club, Daniel Huillier. Ce dernier occupe dorénavant le poste de président d'honneur. Villard-de-Lans reprend la saison en D2 sous la direction de Daniel Sedlak, ancien joueur du club.

### Champion de France de D2 2024
À l'issue de la saison 2023-2024, les Ours de Villard-de-Lans entraînés par Éric Medeiros sont sacrés Champion de France Division 2 face aux Bouquetins de Courchevel Méribel Pralognan.

## Histoire de rivalité
Villard disputait lorsqu'il évoluait en ligue Magnus, le derby isérois face aux voisins des Brûleurs de loups de Grenoble.

## Palmarès du club

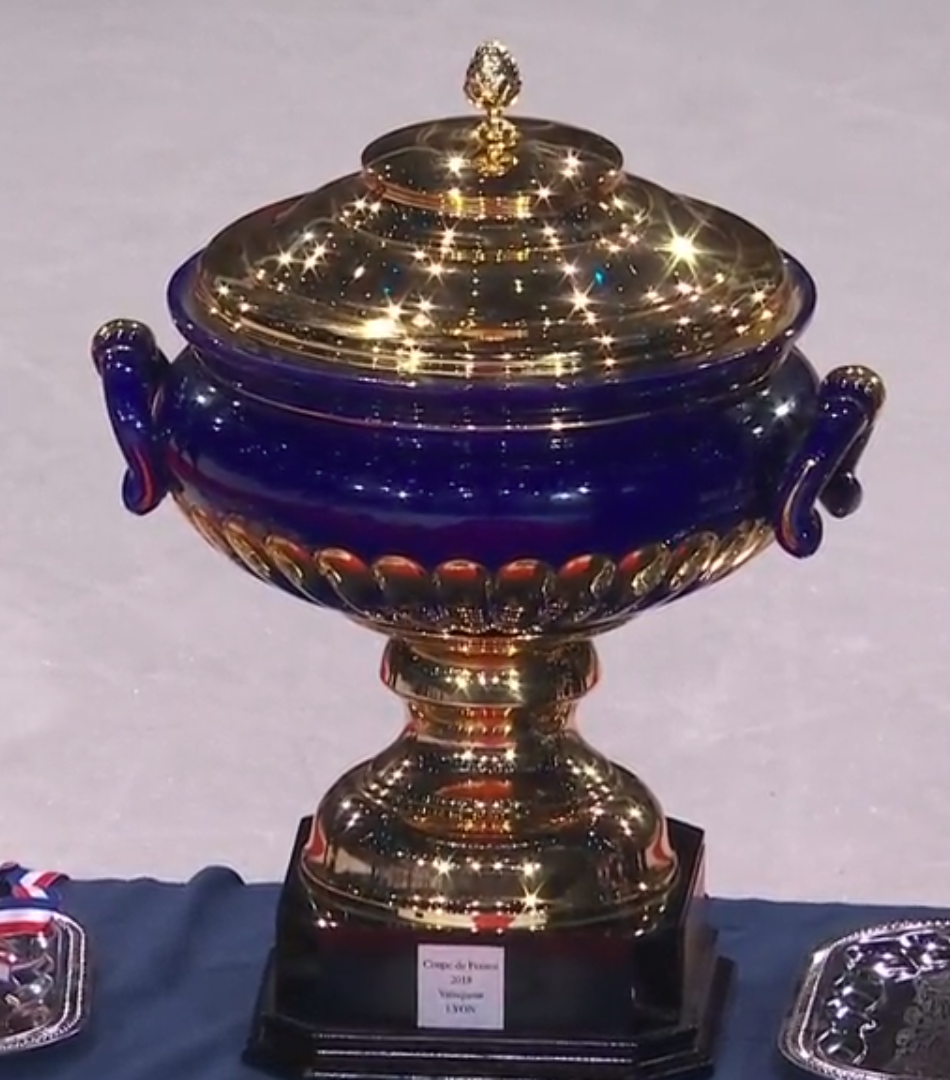
Les Ours de Villard-de-Lans remportent deux fois la Coupe de France en 1977 et 2003.

### Compétitions nationales
- Championnat de France Division 1 (5) : 1953, 1958, 1960, 2001 et 2002.
- Championnat de France Division 2 (1) : 2024.
- Championnat de France Division 3 (1) : 1990 rés..

### Coupe de France
- Coupe de France (2) : 1977 et 2003.

| Date de la finale | Vainqueur               | Score      | Finaliste          | Lieu de la finale           |
| ----------------- | ----------------------- | ---------- | ------------------ | --------------------------- |
| 23 avril 1977     | Ours de Villard-de-Lans | 5 - 4      | Mammouths de Tours | Patinoire Charlemagne, Lyon |
| 18 mars 2003      | Ours de Villard-de-Lans | 3 - 2 (TF) | Orques d’Anglet    | Patinoire des Fins, Annecy  |

### Compétitions de jeunes
- Championnat de France juniors :
  - Champion (1) : 1986.
- Championnat de France minimes :
  - Champion (1) : 1983.

## Prix et récompenses du Championnat de France de hockey
- Trophée Marcel-Claret :

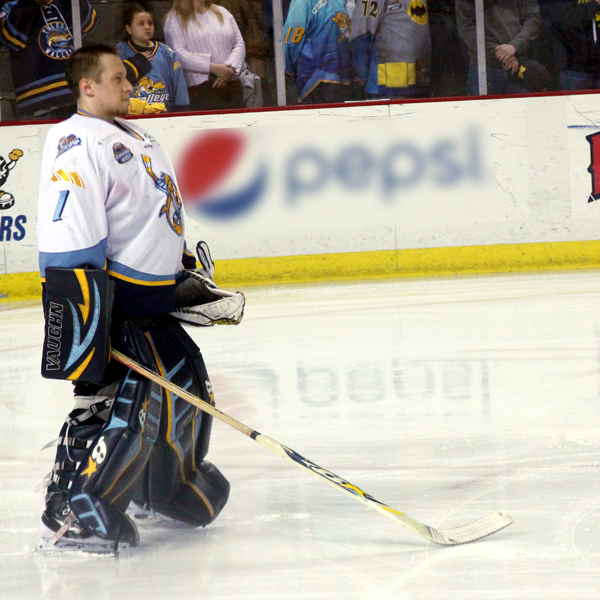
Jeff Lerg (2012-2014).

  - Vainqueur (6) : 1981, 1985, 1986, 2004, 2005 et 2008.
- Trophée Charles-Ramsay :
  - Vainqueur (2) : 1978 et 1988.
- Trophée Albert-Hassler :
  - Vainqueur (2) : 1978 et 2006.
- Trophée Raymond-Dewas :
  - Vainqueur (1) : 1988.
- Trophée Camil-Gélinas :
  - Vainqueur (1) : 2003.
- Trophée Jean-Ferrand :
  - Vainqueur (1) : 2014.

## Personnalités[28]

### Joueurs

#### Effectif
| No    | Nom                 | Nat. | Position       | Arrivée                                  |
| ----- | ------------------- | ---- | -------------- | ---------------------------------------- |
| +001, | Loïc Finé           |      | Gardien de but | 2017 - Brûleurs de loups de Grenoble U17 |
| +039, | Benjamin Accarier   |      | Gardien de but | 2019 - Chevaliers du lac d'Annecy        |
| +005, | Marc-Antoine Gagnon |      | Défenseur      | 2021 - HK Martin                         |
| +012, | Jiri Zonderop       |      | Défenseur      | Formé au club                            |
| +019, | Luca Bertrand       |      | Défenseur      | 2019 - Chevaliers du lac d'Annecy        |
| +021, | Quentin Scolari     |      | Défenseur      | 2020 - Diables rouges de Briançon        |
| +024, | Riwan Pastor        |      | Défenseur      | 2020 - Brûleurs de loups de Grenoble U20 |
| +057, | Teddy Trabichet – C |      | Défenseur      | 2020 - Brûleurs de loups de Grenoble     |
| +097, | Romain Cointe       |      | Défenseur      | 2015 - Diables rouges de Briançon U18    |
| +008, | Théo Cointe         |      | Attaquant      | 2021 - Diables rouges de Briançon        |
| +009, | Eric Aurard         |      | Attaquant      | 2021 - Drakkars de Caen                  |
| +014, | Maël Lecomte        |      | Ailier         | 2020 - Spartiates de Marseille           |
| +017, | Pavel Kordule       |      | Attaquant      | 2021 - SK Kadaň                          |
| +018, | Dan Przybyla        |      | Attaquant      | 2021 - HC Cesky Tesin                    |
| +020, | Thomas Ruel         |      | Attaquant      | Formé au club                            |
| +025, | Geoffrey Parisot    |      | Attaquant      | 2021 - Corsaires de Dunkerque            |
| +027, | Nathan Bernier – A  |      | Centre         | 2018 - Albatros de Brest                 |
| +029, | Justin Lozé         |      | Attaquant      | Formé au club                            |
| +059, | Jaromir Florian     |      | Attaquant      | 2019 - Vipers de Montpellier             |
| +061, | Kevyn Richard – A   |      | Attaquant      | 2017 - Lions de Lyon                     |
| +091, | Axel Odibert        |      | Attaquant      | Formé au club                            |

#### Meilleurs pointeurs
Cette section présente les statistiques des cinq meilleurs pointeurs de l'histoire des Ours de Villard-de-Lans.
| No | Joueurs          | Nationalité     | Parties Jouées | Buts | Passes | Points |
| -- | ---------------- | --------------- | -------------- | ---- | ------ | ------ |
| 1  | Guy Dupuis       | Canada / France | 43             | 135  | 85     | 220    |
| 2  | Christophe Negro | France          | 251            | 100  | 79     | 179    |
| 3  | Pierre Bourgey   | France          | 157            | 86   | 88     | 174    |
| 4  | Gaston Therrien  | Canada          | 72             | 74   | 98     | 172    |
| 5  | Christian Bozon  | France          | 105            | 61   | 68     | 129    |

#### Capitaines
- Gabriel Guigon
- Paul Bonnet
- Francis Troussier
- André Ravix
- Daniel Huillier
- Jean-Claude Eymard
- Jean Vassieux
- Daniel Germani
- Frédéric Bonnet
- Bruno Pesenti (1991)
- Pierre Cantagallo (1992)
- Emmanuel Fernandes (1994)
- Emmanuel Fernandes (1995)
- Emmanuel Fernandes (1996)
- Christophe Negro (1997)
- Alexandre Goncalves (2006)
- Franck Billeras (2007)
- Romain Carry (2008)
- Nicolas Favarin (2009)
- Stéphane Guillot-Diat (2010)
- Pierre-Antoine Simonneau (2011)
- Robin Drogue (2014)
- Pierre-Antoine Simonneau (2015)
- Florian Pesce (2017)
- Robin Drogue (2019)
- Teddy Trabichet (2020)
- Thomas Ruel (2022)

### Entraîneurs
- Calixte Pianfetti (1948)
- Albert Schueller (1950)
- Jean Pépin (1955)
- Johnny Quales (1956)
- Robby Van Zelinge (1958)
- Jimmy Amidon (1959)
- Germain Bourgeois (1960)
- John Mac Lernon (1964)
- Burt Vuillermet (1965)
- Pete Laliberté (1966)
- Jean-Claude Laplassotte (1969)
- Paul Lang (1970)
- Germain Bourgeois (1972)
- Camil Gélinas (1975)
- Adolf Sprincl (1978)
- François Ouimet (1981)
- Vaclav Libora (1985)
- Gaston Therrien et Camil Gélinas (1987)
- Gaston Therrien (1988)
- Gaston Therrien et Camil Gélinas (1989)
- François Ouimet (1990)
- Daniel Maric (1991)
- Christian Bozon (1992)
- Mario Boivin et Dennis Murphy (1995)
- Dennis Murphy (1996)
- Stéphane Barin (2005)
- Rich Metro (2011)
- Daniel Sedlak (2014)
- Pierre-Antoine Simonneau (2017)
- Nathan Bernier (2022)
- Éric Medeiros (2023)

### Présidents
- Docteur Suau
- Gabriel Guigon
- Paul Bonnet
- André Ferrero
- André Barassi (1967)
- Daniel Huillier (1969)
- Marcel Eymard (1979)
- Daniel Huillier (1989)
- Louis Smaniotto (2014)
- Frédéric Bertrand (2016)

## Logos successifs
Le club a pour logo un Ours brun d'Europe.

Ancien logo
Logo jusqu'en 2013
Logo de 2013 à 2016
Logo actuel